# Nhà địa chất học

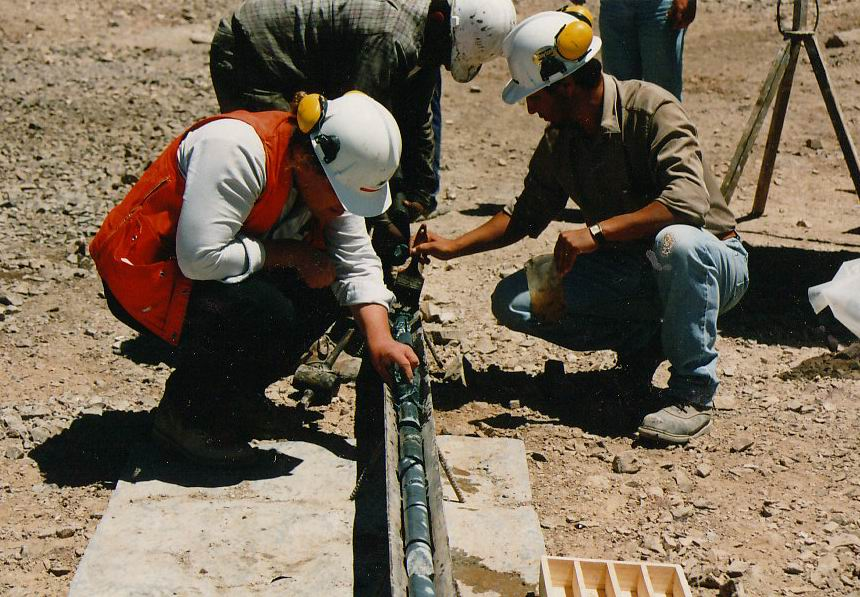
Nhà địa chất đang miêu tả lõi khoan vừa thu thập.

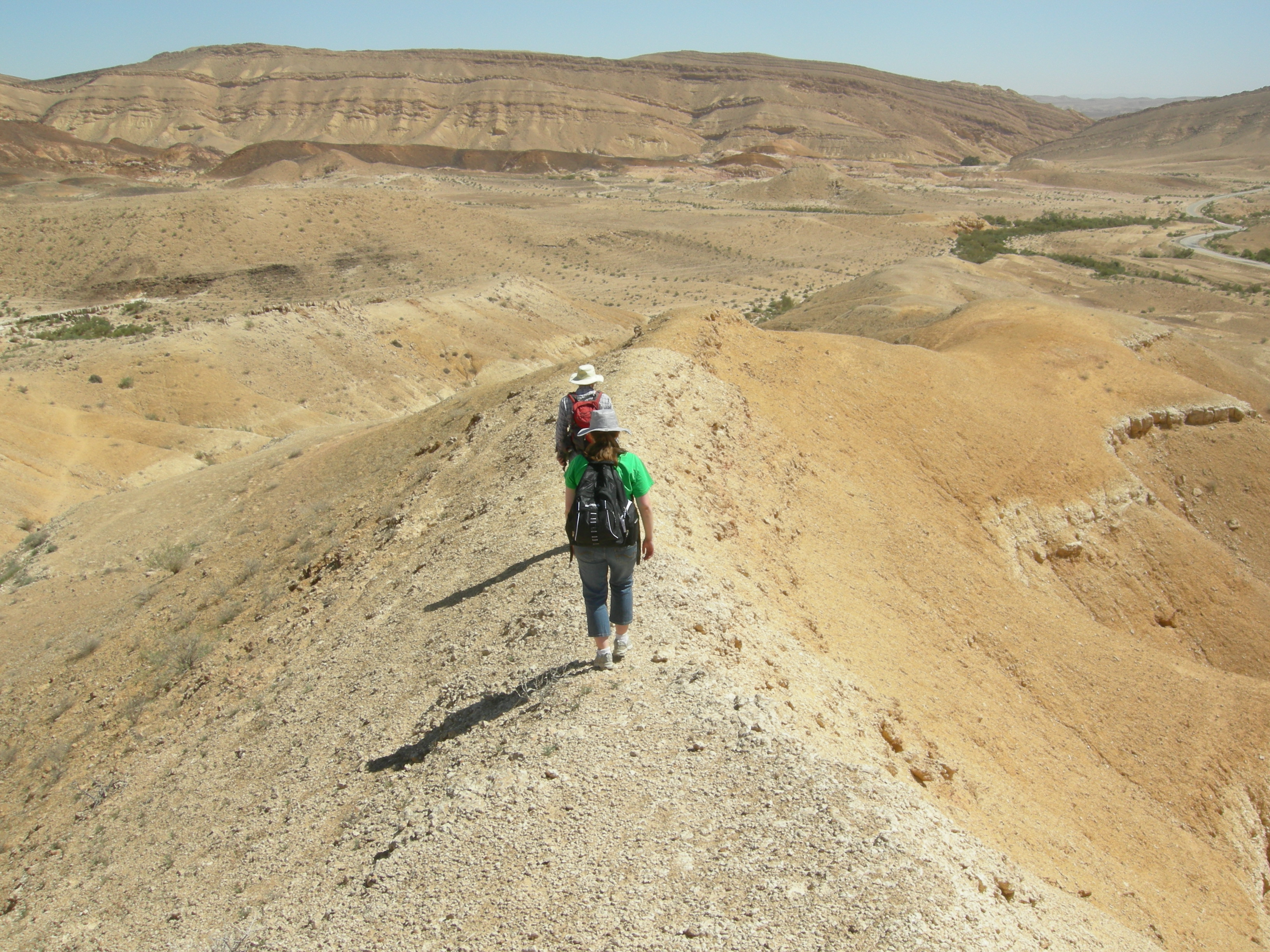
Các nhà địa chất khảo sát các đá trầm tích Jura ở Makhtesh Gadol, sa mạc Negev, Israel.

Địa chất là môn khoa học nghiên cứu về Trái đất, các vật liệu hình thành Trái đất, cấu trúc của những vật liệu đó, và các quá trình hoạt động của chúng. Nó bao gồm các nghiên cứu về nguồn gốc các sinh vật trên hành tinh của chúng ta. Một phần quan trọng của địa chất học là nghiên cứu về thành phần, nguồn gốc, các quá trình, cấu trúc của Trái Đất đã thay đổi như thế nào theo thời gian.
Địa chất học tập trung nghiên cứu: cấu trúc, đặc điểm vật lý, động lực, và lịch sử của các vật liệu trên Trái Đất, kể cả các quá trình hình thành, vận chuyển và biến đổi của các vật liệu này. Giải quyết các vấn đề của địa chất liên quan đến rất nhiều chuyên ngành khác nhau. Lĩnh vực này cũng rất quan trọng trong việc khai thác khoáng sản và dầu khí. Ngoài ra, nó cũng nghiên cứu giảm nhẹ các tai biến tự nhiên và cổ khí hậu cùng các lĩnh vực kỹ thuật khác.
Công việc của nhà địa chất là gì? 
Các nhà địa chất cần tìm hiểu được lịch sử của hành tinh của chúng ta. Việc hiểu được lịch sử hình thành và phát triển của Trái Đất giúp nhà địa chất thấy trước được các sự kiện, quá trình trong quá khứ ảnh hưởng như thế nào đến tương lai.

## Đào tạo
Cấp đào tạo đại học bào gồm các môn như vật lý, toán học, hóa học và có thể gồm sinh học, phần chính của chương trình gồm địa chất lịch sử và địa chất cơ sở, thạch học đá macma và đá biến chất và thạch luận (thạch học đá trầm tích), địa chất thủy văn, trầm tích học, địa tầng học, khoáng vật học, cổ sinh vật học, địa lý tự nhiên và địa chất cấu trúc. Hầu hết các nhà địa chất cần có những kỹ năng về GIS và các kỹ thuật về thành lập bản đồ. Các sinh viên địa chất thường có các chuyến thực địa trong suốt các năm học, đặc biệt là vào thời gian hè, để làm quen với công tác khảo sát địa chất ngoài trời cùng với giáo viên hướng dẫn. Những người không phải nhà địa chất cũng có thể tham gia những chuyến thực tập như thế nào để có thể thu thập những thông tin cần thiết cho công việc chuyên môn của họ; đây là một lĩnh vực liên quan đến địa lý, kỹ thuật, hóa học, quy hoạch đô thị, nghiên cứu môi trường và một số ngành khác.

### Các lĩnh vực chuyên môn
Các nhà địa chất có thể nghiên cứu một trong các chuyên ngành như:
- Địa chất kinh tế: nghiên cứu sự tạo quặng, và cơ chế tạo quặng, địa thống kê.
- Địa kỹ thuật: ứng dụng kiến thức địa chất vào thực tế cho các mục đích như xác định các yếu tố địa chất trong việc định vị, thiết kế, xây dựng, vận hành và duy trì các công trình kỹ thuật;
- Địa vật lý: ứng dụng các phương pháp vật lý như trọng lực, địa chấn, điện, từ để nghiên cứu Trái Đất.
- Địa hóa học: nghiên cứu thành phần hóa học của đá.
- Địa thời học: nghiên cứu địa chất đồng vị để hướng đến xác định tuổi của các thành hệ đá, quá trình biến chất, khoáng hóa và sự kiện địa chất (như ảnh hưởng của thiên thạch) trong quá khứ.
- Địa mạo học: nghiên cứu về hình dạng địa hình và các quá trình tạo ra chúng.
- Địa chất thủy văn: nghiên cứu nguồn gốc, sự phân bố và di chuyển của nước dưới đất.
- Thạch học đá mácma: nghiên cứu các quá trình mácma như phân dị mácma, kết tinh phân đoạn, hiện tượng xâm nhập và núi lửa.
- Địa chất đồng vị: nghiên cứu hợp phần đồng vị của các đá để xác định các quá trình hình thành đá và thiên thể.
- Thạch học đá biến chất: nghiên cứu ảnh hưởng của quá trình biến chất lên các khoáng vật và đá.
- Địa chất biển: nghiên cứu đáy biển; liên quan đến các cuộc khảo sách địa hóa, trầm tích học và cổ sinh vật học của đáy đại dương và rìa lục địa. Địa chất biển có mối quan hệ mật thiết với hải dương học và kiến tạo mảng.
- Cổ khí hậu học: ứng dụng khoa học địa chất để xác định các điều kiện khí hậu trong quá khứ.
- Cổ sinh vật học: lập ra các nguyên tắc phân loại và phân loại các hóa thạch dựa trên các dấu hiệu địa chất các xây dựng lịch sử cổ sinh vật học trên Trái Đất.
- Thổ nhưỡng học: nghiên cứu về đấ, sự thành tạo đất và sự hình thành regolith.
- Địa chất dầu khí: nghiên cứu các bồn trầm tích phục vụ cho việc tìm kiếm hydrocarbon (khai thác dầu).
- Trầm tích học: nghiên cứu về các đá trầm tích, địa tầng, hệ tầng, dao động mực nước biển và các quá trình trầm tích hiện đại và hệ thống xâm thực.
- Địa chất cấu trúc: nghiên cứu về nếp uốn, đứt gãy, phân phiến và vi cấu trúc đá để xác định lịch sử biến dạng của đá và khu vực.
- Núi lửa học: nghiên cứu về núi lửa, sự phun trào núi lửa, dung nham, các quá trình và tai biền liên quan đến magma.